# District de Zhengxiang
Le district de Zhengxiang (蒸湘区 ; pinyin : Zhēngxiāng Qū) est une subdivision administrative de la province du Hunan en Chine. Il est placé sous la juridiction de la ville-préfecture de Hengyang.